# Sebastian Telfair
Sebastian Telfair (Brooklyn, Nueva York; 9 de junio de 1985) es un exjugador de baloncesto estadounidense que disputó 10 temporadas en la NBA, jugando posteriormente en la liga china. Con 1,83 metros de estatura, lo hacía en la posición de base.

## Carrera

### High School
Telfair acudió al Abraham Lincoln High School, desde el que saltó a la NBA, convirtiéndose con su 1.83 en el jugador más bajito en ser elegido en el draft procedente del instituto. Durante su año sénior, Sebastian se comprometió con la Louisville Cardinals y con su entrenador Rick Pitino. Sin embargo decidió saltar al profesionalismo y dejar en la estacada la opción de la NCAA.

### NBA

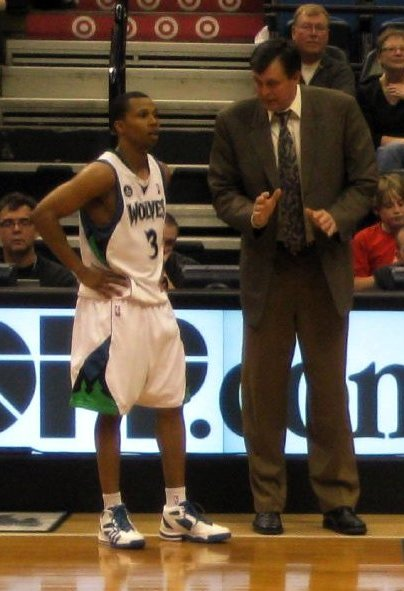
Telfair con Minnesota en 2009.

Telfair fue elegido por los Portland Trail Blazers en el puesto 13 del draft de 2004. El 1 de enero de 2005, Telfair cuajó su primer gran partido en la NBA, con 14 puntos, 5 rebotes y 5 asistencias. Al mes siguiente, en febrero, el técnico interino Kevin Pritchard, que había sustituido a Maurice Cheeks, puso de titular a Telfair y éste respondió con números docentes, pero la mala suerte se cebó con él perdiéndose 23 de los últimos 28 partidos y acabando Portland con el peor récord desde 1975. Acabó la temporada 2004-05 con 6,8 puntos y 3,3 asistencias.
En la temporada 2005-06, con Nate McMillan de nuevo técnico, Telfair comenzó la campaña como base titular. Su producción creció algo, pero aún eran muchos los que consideraban que era muy inexperto para llevar la manija como titular desde el puesto de base. En diciembre de 2005 sufrió una lesión en su dedo pulgar que le obligó a perderse 12 partidos en los que Steve Blake le ganó el puesto. Con el equipo sin ninguna opción de meterse en playoffs, Telfair consiguió el 5 de abril de 2006 ante Houston Rockets su primera canasta ganadora. Promedió 9,5 puntos y 3,6 asistencias.
El 28 de junio de 2006, Telfair fue traspasado, junto con Theo Ratliff y una 2ª ronda de 2008, a Boston Celtics a cambio de Dan Dickau, Raef LaFrentz y la 7.ª elección del draft de 2006, que fue Randy Foye, pero que sería después traspasado a Minnesota Timberwolves por el 6.º, Brandon Roy. 
La apuesta salió mal, ya que en Boston tuvo un rendimiento muy pobre, 6,1 puntos y 2,8 asistencias. A finales de julio de 2007, fue traspasado a los Minnesota Timberwolves junto con Ryan Gomes, Theo Ratliff, Al Jefferson y Gerald Green a cambio del ala-pívot Kevin Garnett.
El 20 de julio de 2009, Telfair fue traspasado a Los Angeles Clippers junto con Craig Smith y Mark Madsen a cambio de Quentin Richardson.
El 17 de febrero de 2010, Telfair fue traspasado a los Cleveland Cavaliers como parte de un intercambio a tres bandas; Ilgauskas, una primera ronda del draft de 2010 y los derechos de Emir Preldžič se marchaban de Cleveland a Washington Wizards; Antawn Jamison desde Washington a Cleveland; Al Thornton de Los Angeles Clippers a Washington y Drew Gooden de Washington a Los Ángeles.
El 26 de julio de 2010 fue traspasado a los Minnesota Timberwolves junto con Delonte West a cambio de Ryan Hollins, Ramon Sessions y una elección de segunda ronda. En diciembre de 2011, Telfair ficha por Phoenix Suns.
El 21 de febrero de 2013, Telfair fue traspasado a los Toronto Raptors a cambio de Hamed Haddadi y una elección de segunda ronda.

### China
En octubre de 2013, firmó un contrato de un año con los Tianjin Ronggang de la liga china.
El 15 de julio de 2014, firmó un acuerdo para jugar con los Oklahoma City Thunder. Sin embargo, fue despedido el 26 de noviembre después de haber jugado 16 partidos.
Por lo que el 2 de diciembre, regresa a China, para firma con los Xinjiang Flying Tigers para el resto de la 2014–15.
El 18 de noviembre de 2016, firma con los  Fuijan Sturgeons.

## Estadísticas de su carrera en la NBA

### Temporada regular
| Año     | Equipo        | PJ  | PT  | MPP  | %TC  | %3P  | %TL  | RPP | APP | ROB | TPP | PPP |
| ------- | ------------- | --- | --- | ---- | ---- | ---- | ---- | --- | --- | --- | --- | --- |
| 2004-05 | Portland      | 68  | 26  | 19.6 | .393 | .246 | .789 | 1.5 | 3.3 | .5  | .1  | 6.8 |
| 2005-06 | Portland      | 68  | 30  | 24.1 | .394 | .352 | .743 | 1.8 | 3.6 | 1.0 | .1  | 9.5 |
| 2006-07 | Boston        | 78  | 30  | 20.2 | .371 | .289 | .818 | 1.4 | 2.8 | .6  | .1  | 6.1 |
| 2007-08 | Minnesota     | 60  | 51  | 32.2 | .401 | .281 | .743 | 2.3 | 5.9 | 1.0 | .2  | 9.3 |
| 2008-09 | Minnesota     | 75  | 43  | 27.9 | .383 | .346 | .819 | 1.7 | 4.6 | 1.0 | .2  | 9.8 |
| 2009-10 | L.A. Clippers | 39  | 1   | 14.9 | .404 | .234 | .774 | 1.1 | 2.9 | .6  | .1  | 4.3 |
| 2009-10 | Cleveland     | 4   | 0   | 19.3 | .457 | .222 | .833 | 1.0 | 3.0 | .5  | .0  | 9.8 |
| 2010-11 | Minnesota     | 37  | 8   | 19.2 | .402 | .359 | .733 | 1.5 | 3.0 | .7  | .1  | 7.2 |
| 2011-12 | Phoenix       | 60  | 1   | 14.9 | .412 | .314 | .791 | 1.5 | 2.3 | .7  | .2  | 6.1 |
| 2012-13 | Toronto       | 13  | 0   | 14.2 | .290 | .270 | .833 | 1.2 | 3.0 | .7  | .1  | 4.3 |
| 2014-15 | Oklahoma City | 16  | 1   | 20.4 | .368 | .300 | .706 | 1.9 | 2.8 | .6  | .0  | 8.4 |
| Total   | Total         | 564 | 193 | 21.5 | .390 | .319 | .777 | 1.6 | 3.5 | .7  | .1  | 7.4 |

## Vida personal
Es primo de Stephon Marbury y hermanastro del exjugador de la NBA, Jamel Thomas.
En 2005, apareció en el videoclip "Make Her Feel Good" de la cantante Teairra Marí.

### Incidentes
El 15 de febrero de 2005, los Blazers le multaron después de encontrarle una pistola en el jet privado del equipo en el Aeropuerto Internacional de Boston. El jugador afirmó que el arma pertenecía a su novia Samantha y que sin querer se había llevado su bolsa a la hora de viajar con el equipo.
El 16 de octubre de 2006, la policía investigó una posible relación del jugador con el tiroteo del cantante de rap Fabolous, quien recibió un tiro en la pierna a la salida de la discoteca Justin's, cuyo propietario es Sean 'Diddy' Combs. Telfair se encontraba en la discoteca esa noche y el tiroteo se produjo poco después de que al base de los Celtics le arrancaran del cuello una cadena valorada en 50.000 dólares.
El 20 de abril de 2007, Telfair fue detenido por llevar una pistola después de que la policía lo parara por ir a demasiada velocidad. Conducía a más de 120 km/h en una zona donde no se podían rebasar los 70 km/h. Telfair se encontraba en Nueva York e iba con un amigo en el coche. Por si fuera poco, conducía con un carné de Florida que estaba caducado y llevaba debajo del asiento del copiloto una pistola del calibre.45. De modo que fue detenido por posesión de armas de segundo grado, por conducir sin licencia y por sobrepasar el límite de velocidad.
En octubre de 2021, el fiscal del distrito sur de Nueva York, Audrey Strauss, imputó a Sebastian, junto a otros diecisiete exjugadores de la NBA, dentro de una trama de fraude del plan de la NBA de seguro médico y prestaciones para veteranos, que rondaría los $4 millones. Según la acusación, los exbaloncestistas se confabularon para defraudar el plan mediante la presentación de recibos falsos y fraudulentos, con el fin de recibir reembolsos por atención médica y dental, que nunca recibieron.